# Hamid Barole Abdu
Hamid Barole Abdu (Asmara, 10 ottobre 1953) è un poeta e scrittore eritreo.
Dopo aver studiato letteratura in Eritrea, emigra in Italia nel 1974 e si stabilisce a Modena, dove lavora come operatore psichiatrico ed esperto interculturale.
Ha realizzato diversi progetti di ricerca e studi sul fenomeno immigratorio, pubblicando numerosi articoli sull'argomento.
Il suo primo libro di poesie Akhria - io sradicato poeta per fame, pubblicato nel 1996, ha ottenuto molti consensi dalla critica. I testi in esso contenuti sono stati utilizzati per la realizzazione di due spettacoli teatrali.

## Opere
- Eritrea: una cultura da salvare. Ufficio Stampa del Comune di Reggio Emilia, 1986.
- Lui, Lei e Noi interviste e racconti sulle coppie miste, AAVV, EMI 1994.
- Akhria - io sradicato poeta per fame. Reggio Emilia, Libreria del Teatro, 1996.
- Sogni ed incubi di un clandestino. Udine, AIET, 2001. ISBN 9788888090726.
- Seppellite la mia pelle in Africa. Modena, Artestampa, 2006. ISBN 88-89123-24-9
- Il volo di Mohammed - poesie scelte. Lucca, LibertàEdizioni, 2010.
- Rinnoversi in segni ... erranti. Faenza (RA). Grafic Line, 2013.
- Poesie attraverso la perla d'Africa. Faenza (RA), GraficLine, 2015